# Ludwig von Eyb der Jüngere
Ludwig von Eyb der Jüngere (* 1450 in Sommersdorf; † 21. Mai 1521) war ein deutscher Hofbeamter, Heerführer und Schriftsteller aus dem fränkischen Adelsgeschlecht derer von Eyb.

## Leben

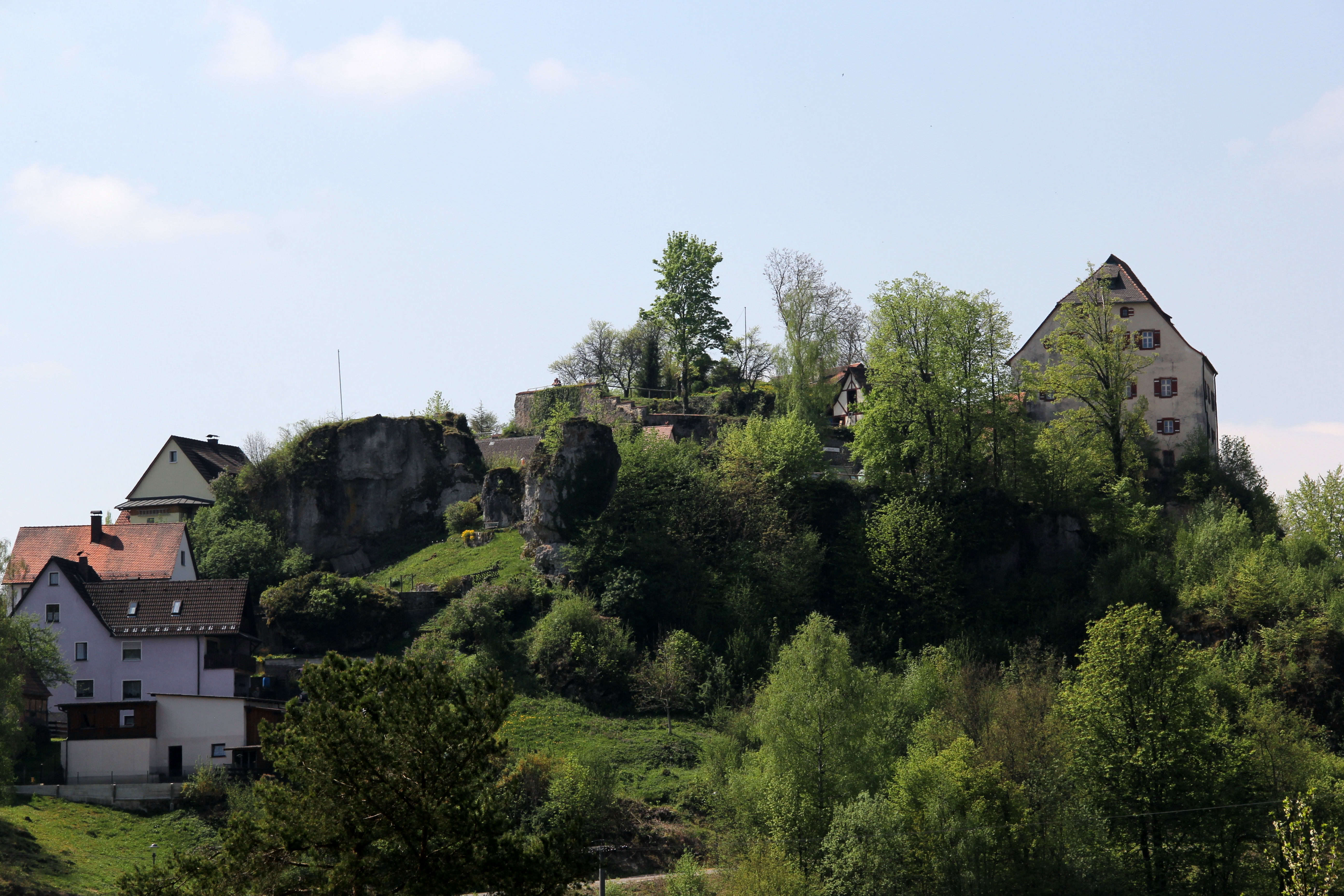
Burg Hartenstein

Sein Vater war Ludwig von Eyb der Ältere; sein Bruder war Anselm von Eyb, Jurist am kaiserlichen Kammergericht. 1476 reiste Ludwig in das Heilige Land und wurde in der Jerusalemer Grabeskirche zum Ritter vom Heiligen Grab geschlagen. Sein Bruder Anselm von Eyb nahm bereits von Mai bis November 1468 an der Pilgerfahrt Graf Eberhards von Württemberg ins Heilige Land teil und erhielt den Ritterschlag.
Zwischen 1479 und 1486 war er Hofmeister Bischof Wilhelms von Eichstätt, anschließend bekleidete er dieses Amt von 1487 bis 1499 bei Pfalzgraf Otto II. in Neumarkt in der Oberpfalz. Ab 1499 amtierte er als Viztum Pfalzgraf Philipps des Aufrichtigen in der Oberpfalz und führte in dieser Funktion die pfälzischen Truppen im Landshuter Erbfolgekrieg. 1512 bis 1518 zog er sich auf sein Schloss Hartenstein zurück. Bis zu seinem Lebensende 1521 war er danach Großhofmeister bei Pfalzgraf Friedrich in Amberg.
Sein bedeutendstes Werk ist das um 1500 entstandene Kriegsbuch mit Darstellungen von Kriegsgerät, Geschützen, Belagerungstechniken u. ä. Er dokumentierte das Leben von Wilwolt von Schaumberg.

## Werke
- Kriegsbuch, um 1500 (Erlangen, Univbibl., Ms. B. 26 Autograph)
- Geschichten und Taten Wilwolts von Schaumberg, 1507
- Turnierbuch, 1519 (München, Bayer. Staatsbibl., germ. 961)
- Relatio de peregrinatione in Terram sanctam a. 1476 peracta (Neustadt an der Aisch, Bibl. der Protestantischen Kirche, Ms. 28, S. 35–91)